# 폴리곤 메시
폴리곤 메시(polygon mesh)는 3차원 컴퓨터 그래픽스에서 다면체의 형태를 구성하는 폴리곤과 정점들의 집합을 의미한다.
메시는 간단한 렌더링이 가능하도록 주로 삼각형과 사변형 또는 볼록한 다각형으로 구성되지만 구멍이 뚫려 있는 등 더 복잡한 도형을 이용하여 구성할 수도 있다.
메시의 내부 구현 중 몇 가지 예를 들면 다음과 같다.
- 정점들의 목록과 이 정점들이 폴리곤을 이루도록 연결 방법을 정의하는 목록; 구멍을 만들기 위해서 부가적인 정보가 포함될 수도 있다.
- 정점들의 목록 + 간선의 목록 + 간선을 이은 폴리곤들의 목록
- 날개 모서리 자료 구조

메시를 표현하는 자료 구조는 소프트웨어에 의해서 관리된다. 최적화된 빠른 알고리즘으로 메쉬의 위상 정보에 빠르게 접근할 수 있어야 되는데 이를 위해서는 일반적인 리스트보다는 좀 더 복잡한 자료 구조를 요구한다.

## 같이 보기
- 하이퍼그래프
- 다양체
- 단체 (수학)
- 와이어프레임 모델